# جیسون سالکی
جیسون سالکی (انگلیسی: Jason Salkey؛ زادهٔ ۲۴ آوریل ۱۹۶۲) بازیگر اهل بریتانیا است.
از فیلم‌ها یا برنامه‌های تلویزیونی که وی در آن نقش داشته‌است، می‌توان به شارپ، درباره یک پسر، در آمریکا و عنصر پنجم اشاره کرد.